# How Many More Times
"How Many More Times" é uma canção da banda britânica de rock Led Zeppelin, lançada em 12 de janeiro de 1969 em seu álbum de estreia, Led Zeppelin. A canção foi gravada pela Atlantic Records e é creditada por Jimmy Page, John Paul Jones e John Bonham, mas é listada pelo ASCAP como escrita por todos os quatro membros da banda.

## Composição
Com oito minutos e meio de duração, "How Many More Times" é a canção mais longa do álbum. É composta de várias seções de unidades menores por um ritmo de bolero que empurra junto a peça. No final, os sons da música passam entre os canais esquerdo e direito. Elementos desta canção são uma fraca reminiscência do previamente gravado instrumental "Beck's Bolero" de Jeff Beck, em que Jimmy Page havia tocado guitarra e John Paul Jones tocado baixo. Esta foi uma das três músicas do Led Zeppelin em que Page usou guitarra dobrada, sendo os outros "Dazed and Confused" e "In the Light".
Em uma entrevista que concedeu à Guitar World em 1993, Page explicou que a música "foi composta de pequenos pedaços que eu desenvolvi quando eu estava nos Yardbirds, assim como os outros números, como 'Dazed and Confused'. Foi tocada ao vivo no estúdio com sugestões e acenos".
Page e Plant também tocaram a música na turnê Walking into Clarksdale em 1998, lançando o concerto em Shepherd's Bush em um CD único.

## Recepção
Em uma resenha crítica contemporânea para Led Zeppelin no lançamento, John Mendelsohn da Rolling Stone chamou "How Many More Times" a "parte mais representativa" do álbum. Mendelsohn elogiou o solo de guitarra de Page e a bateria de Bonham, mas criticou os vocais de Plant, chamando-os de "tensos e pouco convincentes".

## Créditos
- Robert Plant - vocal
- Jimmy Page - guitarra
- John Paul Jones - baixo elétrico
- John Bonham - bateria